# Desenvolvimentismo
O desenvolvimentismo é um tipo de política econômica que é baseado na meta de crescimento da produção industrial e da infra-estrutura, com a participação ativa do estado como base da economia. A sua primeira forma, no final do século XVIII, e depois nos séculos XIX e XX, é também conhecida como nacional-desenvolvimentismo ou neomercantilismo.
Na América Latina, o nacional-desenvolvimentismo foi executado a partir da década de 1930. No Brasil, foi aplicado tanto por regimes autoritários — como na ditadura militar (quando houve o "milagre econômico") e no Estado Novo — quanto na vigência da democracia, como nos governos Juscelino Kubitschek e na nova matriz econômica de Guido Mantega durante o o governo da Dilma Rousseff.

## Origem
O desenvolvimentismo tem diversas origens, entre as quais estão a visão de Keynes e de economistas neo-keynesianos, como Paul Davidson e Joseph Stiglitz, de complementaridade entre Estado e mercado e a visão cepalina neoestruturalismo que, tomando como ponto de partida que a industrialização latino-americana não foi suficiente para resolver os problemas de desigualdades sociais na região, defende a adoção de uma estratégia de "transformação produtiva com equidade social" que permita compatibilizar um crescimento econômico sustentável com uma melhor distribuição de renda.
A literatura econômica tradicional ("Lei de Walras") parte da hipótese dogmática de que os mercados são sempre "eficientes" (exceto em alguns casos muito específicos), mas estudos mais recentes questionam a eficiência do mercado: só em circunstâncias "excepcionais" os mercados são "eficientes". Greenwald e Stiglitz (1986) demonstraram que "sempre que os mercados são incompletos e/ou a informação é imperfeita (o que ocorre em virtualmente todas as economias do mundo) a alocação, mesmo em mercados competitivos, não é necessariamente "Pareto-otimizada". Estes estudos demonstraram que, do ponto de vista da teoria econômica pura, certas intervenções governamentais em nada prejudicam a eficiência da economia (como muitos supunham anteriormente) e demonstraram, também, que certas intervenções governamentais se fazem indispensáveis para maximizar a eficiência econômica do sistema. Embora as conclusões de Stiglitz e Greenwald não autorizem, de forma alguma, a intervenção indiscriminada do governo em qualquer setor da economia, elas demonstram claramente que quase sempre existem situações em que uma intervenção governamental eficiente é necessária para se atingir um nível superior de "eficiência de Pareto" em relação à que seria obtida apenas pela ação espontânea das forças do livre-mercado.
Uma vez que o conceito de informações imperfeitas e incompletas foi introduzido, os defensores do livre mercado da Escola de Chicago já não podem mais sustentar sua tese descritiva da eficiência de Pareto no mundo real. Portanto o uso, por Stiglitz, das hipóteses do equilíbrio das expectativas racionais, que levam a um mais perfeito entendimento do capitalismo do que a visão comum entre os teóricos da expectativa racional, nos conduz, paradoxalmente, à conclusão de que o capitalismo se desvia do modelo de uma tal maneira que justificaria a ação do estado --socialismo-- como remédio.
O efeito da influência de Stiglitz é tornar a Economia mais presumivelmente intervencionista do que Paul Samuelson propunha. Samuelson considerava as falhas de mercado como "exceções" à regra geral dos mercados eficientes. Mas os teoremas de Greenwald-Stiglitz postulam ser as falhas de mercado a "norma", e estabelecem que "os governos quase sempre podem potencialmente melhorar a eficiência da alocação de recursos em relação ao livre mercado." E o teorema de Sappington-Stiglitz "estabelece que um governo 'ideal' poderia atingir um maior nível de eficiência administrando diretamente uma empresa estatal do que privatizando-a. (Stiglitz 1994, 179).
Segundo Eric Maskin, um dos três vencedores do Prêmio Nobel de Economia de 2007, "Sociedades não devem contar com as forças do mercado para proteger o ambiente ou fornecer um sistema de saúde de qualidade para todos os cidadãos (…) O mercado não funciona muito bem quando se trata de bens públicos". Pesquisas mais atualizadas no campo da teoria econômica, como as de Stiglitz, já deixaram claro que a "mão invisível", que asseguraria que os recursos fossem alocados com a Eficiência de Pareto no sistema produtivo, só funciona em determinadas condições ideais. Como a competição nunca é totalmente livre, a relação de oferta e demanda gera efeitos sociais que não são resolvidos naturalmente pela dinâmica da economia de mercado. Os economistas norte-americanos Leonid Hurwicz, Eric Maskin e Roger Myerson ganharam em 2007 o Prêmio Nobel de Economia, por criarem as bases de uma teoria que determina quando os mercados estão funcionando de forma eficaz. "A clássica metáfora de Adam Smith sobre a mão invisível refere-se a como o mercado, sob condições ideais, garante uma alocação eficiente de recursos escassos. Mas, na prática, as condições normalmente não são ideais. Por exemplo, a competição não é completamente livre, os consumidores não são perfeitamente informados e a produção e o consumo desejáveis privadamente podem gerar custos e benefícios sociais", explicou a nota da Real Academia Sueca de Ciências.

### Economia social de mercado
Na economia social de mercado, juntam-se dois princípios básicos: o liberalismo e o socialismo. O liberalismo — com o qual chegou-se a acreditar, por um tempo, que a mão invisível conseguiria resolver todos os problemas econômicos de um país — e o socialismo, que optou por planejar, centralizadamente, todos os detalhes da vida econômica dos países onde foi implantado. Ou seja, o laissez-faire de um lado e a planificação da economia de outro.
A economia social de mercado busca um meio termo entre o socialismo e o capitalismo, ou seja, é uma economia mista e objetiva manter simultaneamente altos índices de crescimento econômico, baixa inflação, baixo desemprego, boas condições de trabalho, seguridade social, e serviços públicos mediante a aplicação controlada da intervenção estatal.
Respeitando basicamente os livre-mercados a economia social de mercado se opõe tanto às economias centralmente planejadas como ao capitalismo de tipo laissez-faire, ou fundamentalista de livre mercado
O termo Soziale Marktwirtschaft ("economia social de mercado", em alemão) foi criado em 1946 na Alemanha por Alfred Müller-Armack e foi o regime econômico adotado por esse país, no pós Segunda Guerra Mundial.
Para dar à economia a maior liberdade possível, permitindo que a mão invisível do mercado funcione (onde ela funciona, e para os que nela ainda creem) surgiu a ideia de "o tanto de estado necessário, o mínimo de Estado possível". Isso difere, num ponto crucial, da minarquia, porque essa não leva em consideração o tanto de Estado necessário . (Stiglitz não acredita na existência de uma mão invisível, na maioria dos casos: (…) "a razão pela qual a mão invisível é invisível é por que ela não existe ou, quando existe, está paralítica") Joseph E. Stiglitz, na introdução à sua Aula Magna, por ocasião do recebimento do Prêmio Nobel (Estocolmo, 8 de dezembro de 2001)..
Para que isso funcione, o Estado precisa criar um "marco legal" eficiente, o que é fundamental para qualquer tipo de negócio. E se faz necessário que os membros do Poder Judiciário
e do Poder Legislativo sigam rigorosamente o marco legal. A corrupção corrói esse marco legal e traz prejuízos incalculáveis para o desenvolvimento econômico de um país.
O Estado precisa assegurar a livre competição e a estabilidade monetária, através de instituições de controle e regulação. Somente assim o mercado será capaz de funcionar e criar preços relativos reais e eficientes. A pessoa economicamente inativa, seja por sua idade, seja por doença ou desemprego, precisa de segurança social. Isso deixa não só o cidadão, mas toda a sociedade mais tranquilos e melhor equipados para produzir na sua vocação. Há críticas porém à ideia de que o modelo alemão funcione com a mesma eficiência em países de renda média, como o Brasil, de modo em que se exige certas adaptações. Por essa razão mesmo que muitos economistas avaliam a compatibilidade entre o desenvolvimentismo clássico e a economia social de mercado, encontrando assim, pontos de contato e de afastamento, de modo que se possa fazer uma combinação ótima dos princípios de ambos.

### O Estado nacional
Após 1990, estabeleceu-se uma enorme distância entre o povo e as elites brasileiras que, influenciadas por uma onda ideológica globalista e neoliberal, defensora do estado mínimo e da irrelevância dos estados nacionais, se tornaram alienadas dos problemas brasileiros.
Segundo Bresser-Pereira, o modelo desenvolvimentista que vigorou no Brasil entre 1930 e 1960 foi em grande parte vitorioso porque um grande pacto político popular-nacional aproximou o povo das elites burguesas e tecnoburocráticas, e as tornou "engajadas" no desenvolvimento do país.
Segundo o professor da FGV e diretor do FMI Paulo Nogueira Batista Jr., um elemento central dessa alteração de estrutura de Poder, ocorrida na década de 1990, foi o que ele chamou de "adestramento das elites" dos países da periferia nas universidades dos países centrais, nas suas instituições financeiras e em organizações internacionais tais como o próprio FMI e o Banco Mundial. Esta é uma pratica de dominação intelectual que remonta ao Império Romano. Os romanos transplantavam os filhos dos líderes das tribos germânicas para Roma, onde eram devidamente aculturados. Retornavam à sua terra natal na condição de integrantes leais e assimilados do Império Romano No conjunto da globalização, o adestramento das elites periféricas tem uma dupla função. Junto com a transmissão de conhecimentos, técnicas e experiência internacionais, molda também valores e padrões de comportamento.
O objetivo, segundo o professor Paulo Nogueira Batista Jr., seria o de formar uma "tecnocracia apátrida", como já ressaltara Charles de Gaulle, mais ligada psicológica e emocionalmente às nações adiantadas do que com seus próprios países e com seu próprio Povo.
Nesses tempos de globalização o Brasil enfrenta um grande desafio que é voltar, em termos efetivos e modernos, a se autodefinir como uma Nação, que possa, como um estado nacional forte, apoiar suas empresas na competição global, cada vez mais acirrada.

### Paralelo com o ordoliberalismo alemão
De acordo com o ordoliberalismo alemão (também chamado de neoliberalismo alemão) o Estado deve criar um marco legal apropriado para a economia do país e incumbe ao Estado manter um nível saudável de competição, adotando medidas que se coadunem com os princípios gerais da economia de mercado. O ordoliberalismo considera que, se o Estado não tomar ativamente medidas para incentivar a competição, monopólios (ou oligopólios) inevitavelmente se formarão, o que não só subverteria quaisquer vantagens oferecidas por uma economia de livre mercado, como poderia até solapar o próprio Governo, uma vez que poderes econômicos concentrados, detidos na mão de poucos grupos, podem vir a ser transformados em efetivo poder político. O Estado deve se preocupar em criar uma "ordem econômica", e não deve se imiscuir nos "processos econômicos".

### No Brasil
O primeiro esboço de uma política industrial no Brasil começou na Era Vargas, logo após a Revolução de 1930. Na época, o Brasil, que era uma economia rural baseada em um modelo primário-exportador, teve o primeiro impulso industrial com a implantação de um modelo de substituição de Importações. Também foram criadas várias indústrias de base, como a Companhia Siderúrgica Nacional, a Companhia Vale do Rio Doce e a Petrobras.
Nos anos 50, Juscelino Kubitschek foi um presidente famoso pelo incentivo à indústria automobilística, à abertura de estradas e pela criação de Brasília. Juscelino fez do embate entre a matriz desenvolvimentista e a matriz monetarista, que privilegiava a estabilização, um poderoso instrumento de ação política, capaz de mobilizar diferentes setores da sociedade a partir da evocação de um ideário nacionalista. Por isso, é-lhe creditado o ideário do Nacional Desenvolvimentismo.
Posteriormente, nos anos 70, os governos militares ficaram infames por praticar uma agenda desenvolvimentista no país em moldes autoritários, com investimentos em infraestrutura (abertura e asfaltamento de milhares de quilômetros de estradas, construção de usinas de energia como Itaipu e outras, a Ponte Rio-Niterói, aeroportos, portos, criação do Pro-Álcool e da Telebrás etc.) há muito necessários, porém sem participação e principalmente fiscalização dos diversos setores sociais.
O governo do presidente Fernando Henrique Cardoso investiu na duplicação de 1300 km de rodovias entre Belo Horizonte e Florianópolis, e dos trechos BR-232 (140 km entre Recife e Caruaru) e BR-230 (132 km entre João Pessoa e Campina Grande), incrementando a economia nordestina. FHC também asfaltou rodovias de terra da Região Norte, para melhorar a economia e a integração nacional: com a Venezuela, ao asfaltar a rodovia BR-174 (988 km ligando Manaus-Boa Vista-fronteira com Venezuela), e com o Peru e Bolívia, ao asfaltar a rodovia BR-317 (331 km ligando Rio Branco a Assis Brasil, na fronteira tríplice). Porém,
ideário liberal básico de seu governo materializou-se em iniciativas que mudaram institucional e patrimonialmente a relação entre Estado e mercado. Seu alvo central foi quebrar alguns dos alicerces legais do Estado nacional-desenvolvimentista, parte dos quais fora constitucionalizado em 1988. Ou seja, visaram reduzir a participação estatal nas atividades econômicas e dar tratamento igual às empresas de capital nacional e estrangeiro. O governo Cardoso conseguiu isso através da aprovação quase integral de projetos de reforma constitucional e infra-constitucional que submeteu ao Congresso Nacional. Os mais relevantes foram:
1. o fim da discriminação constitucional em relação a empresas de capital estrangeiro;
2. a transferência para a União do monopólio da exploração, refino e transporte de petróleo e gás, antes detido pela Petrobras, que tornou-se concessionária do Estado (com pequenas regalias em relação a outras concessionárias privadas);
3. a autorização para o Estado conceder o direito de exploração de todos os serviços de telecomunicações (telefone fixo e móvel, exploração de satélites, etc.) a empresas privadas (antes empresas públicas tinham o monopólio das concessões).[25] Esse modelo no Brasil se caracterizou pela alta rotatividade nas vagas de trabalho na década de 1990, conforme artigo publicado em 1998.[26]

Já o governo do presidente Lula lançou o Programa de Aceleração de Crescimento (PAC), que é um programa do Governo Federal englobando um conjunto de políticas econômicas, planejadas para os próximos 4 anos, que se destinam a acelerar o crescimento econômico do país.
A sucessora de Lula, Dilma Rousseff, implementou uma nova matriz econômica de cunho desenvolvimentista, que tinha por objetivo acelerar mais ainda o crescimento econômico por meio de incentivos à indústria. A própria presidente, afinal, era formada em economia em escola de tradição industrialista. Porém, a matriz fracassou, sendo apontada como uma das causas da crise econômica brasileira de 2014 em diante.

### Novo desenvolvimentismo
O conceito de Novo desenvolvimentismo faz referência a uma reformulação do desenvolvimentismo tradicional, que defende a ideia de que o desenvolvimento econômico de um país é fruto de mudanças que envolvem o aprimoramento de suas estruturas produtivas a partir do progresso tecnológico e da acumulação de capital..

### Social desenvolvimentismo
O conceito de Social desenvolvimentismo faz referência a uma reformulação do desenvolvimentismo tradicional, que defende crescimento econômico via aumento da participação dos salários na renda nacional e investimentos em infraestrutura econômica e infraestrutura social.

## Críticas
Uma crítica que se faz ao desenvolvimentismo em todo o mundo, seja ele praticado sob governos autoritários ou democráticos é que, em maior ou menor medida, ele é em geral planejado e executado por grupos econômicos/sociais com desejo ou necessidade de obter retornos financeiros consistentes e compatíveis com seus grandes capitais; agendas político-econômicas para implementar, e autoridade - poder ou influência - para fazê-lo; não raro à revelia e expensas da maiorias das populações afetadas por tais agendas, e a quem muitas vezes na teoria do discurso político-eleitoral ou ideológico se destinariam prioritariamente os benefícios de tais políticas desenvolvimentistas.